# 초동몰유파대
초동몰유파대(중국어 간체자: 草东没有派对, 정체자: 草東沒有派對, 영어: No party for caodong 노 파티 포 차오동[*])은 타이완의 인디밴드이다. 우두(巫堵, 기타/메인 보컬), 주주(筑筑, 기타/보컬), 판판 (凡凡, 드럼), 스쉬엔(世暄, 베이스)로 구성되었다.

## 역사
타이베이 양명산의 차오둥가에서 자란 우두와 주주가 의기투합하여 만든 밴드. 초기 밴드명은 초동가파대중국어: 草東街派對, 영어: Cao Dong street Party)로, 차오둥에서 같이 나고자란 멤버들이 모여 시작했다. 이후 멤버 교체를 겪은 후, 현재 밴드명으로 밴드명을 변경하여 활동을 이어나간다. 이 시기를 기준으로 음악스타일도 변화를 겪었다.

2012년
음악활동을 시작했다.

2015년
-5월 20일, 리볼버 바에서 <不都媽生的(전부 엄마가 낳은 것이 아니다)> 공연을 통해 활동 재개를 알렸다.
-11월 5일 화산 legacy에서의 라이브를 끝으로 앨범 녹음에 돌입하였다.

2016년
-10개의 수록곡을 실은 <醜奴兒(추노아)>앨범을 발매했다. 해당 앨범은 판매 3일만에 초판 매진을 이루었다.
-1집 앨범 <醜奴兒(추노아)> 발매기념 투어를 진행하였다. 대만의 타이베이, 타이중, 타이난, 가오슝, 이란과 중국의 선전 그리고 홍콩에서 투어를 진행하였다.
-대만 최대 페스티벌 중 하나인 가오슝의메가포트 페스티벌(大港開唱)에 출연했다.
-리볼버 바에서 <不都媽生的 2.0>을 개최하였고 이 공연은 판판의 첫 공연이었다.
-대만의 자이의 각성음악제(覺醒音樂祭 Wake up Fest)에 참여하였다.
-제7회 금음창작장(金银創作奬, Golden Indie Music Awards)에서 6개 부문(최우수 음반, 최우수 밴드, 최우수 신인, 최우수 라이브 공연, 최우수 록 앨범, 최우수 록 음원)에 이름을 올려으며 최우수 밴드상과 최우수 신인상, 최우수 록 음원상을 거머쥐었다. 이 날 공연도 함께 병행하였다.
-11월부터 1월까지 두 달 넘게 <도도>라는 제목의 겨울투어를 진행하였고 대만과 미국 중국의 15개 도시에서 18회 공연을 진행하였다.
2017년
-제12회 KKBOX풍운방(風雲榜)에서 인디창작정신상을 수상하며 공연을 하였는데 이 날 공연은 멤버 우두와 스쉬엔의 입대 전 마지막 공연이었다.
-맴버 우두와 스쉬엔의 입대로 인해 밴드는 휴식기를 가진다.
-제 20회 중화음악인교류협회 연도 10대 앨범과 음악 부문에 <醜奴兒(추노아)>와 <大風吹(큰 바람이 분다)>가 선정되었다.
-제28회 금곡장(金曲奬, Golden Melody Awords)에서 6개 부문(올해의 앨범, 올해의 노래, 최우수 밴드, 최우수 신인, 최우수 작곡자, 최우수 작사가)에 이름을 올렸으며 올해의 노래상에 <大風吹(큰 바람이 분다)>가 선정되었고 최우수 신인상, 최우수 밴드상을 거머쥐었다. 특히 올해의 밴드 부문에는 대만은 물론 중화권의 인기밴드 오월천(May Day)이 노미네이트되어 있었는데 오월천을 재치고 수상을 하게 되어 큰 주목을 받았다. 금곡상의 관례상 신인상 수상자는 공연을 해야하지만 우두와 스쉬엔이 군 복무중에 휴가를 내서 나온 상황이라 생략하였다.
2018년
-휴식기가 끝나고 <여상>투어를 진행하였다. 대만, 일본, 미국, 캐나다, 홍콩, 영국, 독일 네덜란드 중국 등지에서 30회의 공연을 진행하였다
-철원의 DMZ 피스트레인 페스티벌을 통해 최초로 내한하였다.
-일본 도쿄에서 열린 서머소닉 무대에 올랐다.

2019년
-레드 캔들 게임스의 작품 <환원: 디보션>의 주제가 환원을 발표했다.
-중국 최대의 록 페스티벌 중 하나인 미디 페스티벌에 참여하였다.
-텍사스 오스틴에서 열리는 북미 최대의 음악 쇼케이스인 SXSW(사우스 바이 사우스 웨스트) 무대에 올랐다.
-영국 최대의 록 페스티벌인 글래스톤베리무대에 올랐다.
-브라질 최대의 록 페스티벌인 락 인 리오무대에 올랐다.
-해외투어를 끝내고 귀국해 10주년을 맞은 대만 자이의 각성음악제(覺醒音樂祭 Wake up Fest) 금요일 헤드라이너로 무대에 올랐고 해당 페스티벌은 매진되었다.
-라이브 클럽데이의 일환으로 진행된 <아시안 팝 스테이지> 프로그램을 통해 두번째로 내한하여 CJ아지트 광흥창에서 공연을 하였다.

2020년
-<不都媽生的 5.0> 영상을 유투브 라이브로 공개하였다. 특이하게도 공연이 아닌 일종의 드라마이며 비주얼 노벨 게임처럼 시청자가 1.2.3번의 선택지 중 한가지를 고르면 다수결로 결정된 루트대로 이야기가 진행되는 되는 형식의 드라마를 유투브 라이브를 통해 4일 동안 방영하였다. 현재 라이브 영상은 비공개 상태이다.
-싱글 앨범 如常(여상)을 발표하였다.
2021년
-3월 15일, SNS를 통해 <不都媽生的 6.0>을 발표하였고 21일 매표를 진행하였다. 이미 초동몰유문표(草東沒有門票, 차오동에는 티켓이 없다)라는 별명을 가진 밴드인지라 티켓은 순식간에 동이 났다.
-5월 11일, 공연을 앞두고 대만에서 코로나 대유행이 번지자 공연을 연기하였고 이후 일부 관객들을 위한 환불을 진행하였다.
-10월 30일, 밴드의 드러머 판판이 방역호텔 방에서 숨진 채로 발견되었다. 향년 26세.
-11월 25일, 밴드는 SNS를 통해 판판의 부고와 비통한 심정을 전하며 무기한 연기되었던 <不都媽生的 6.0> 공연을 취소하였음을 알렸다.

## 음반 목록

### 정규 음반
- 醜奴兒, The Servile (2016)

### 싱글
- 如常 (2020)

## 공연
| 날짜       | 국가/지역  | 도시/위치       | 장소                                           | 비고                                                |
| ---------- | ---------- | --------------- | ---------------------------------------------- | --------------------------------------------------- |
| 2013.12.31 | 대만       | 타이베이        | 爐鍋咖啡 關渡美術館 Luguocafe Kd Art Space     |                                                     |
| 2015.05.20 | 대만       | 타이베이        | Revolvo Bar                                    | 不都媽生的                                          |
| 2015.11.05 | 대만       | 타이베이        | Legacy Taipei                                  |                                                     |
| 2016.02.19 | 대만       | 타이베이        | Legacy Taipei                                  | The Servile Tour, 2016                              |
| 2016.02.26 | 대만       | 타이중          | Legacy Taichung                                | The Servile Tour, 2016                              |
| 2016.03.04 | 대만       | 타이난          | TCRC                                           | The Servile Tour, 2016                              |
| 2016.03.05 | 대만       | 가오슝          | Live Wirehouse                                 | The Servile Tour, 2016                              |
| 2016.03.12 | 대만       | 이란            | 賣捌所                                         | The Servile Tour, 2016                              |
| 2016.03.18 | 홍콩       | 홍콩            | HIDDEN AGENDA                                  | The Servile Tour, 2016                              |
| 2016.03.19 | 중국       | 선전            | B10 LIVE                                       | The Servile Tour, 2016                              |
| 2016.05.22 | 대만       | 타이베이        | Revolvo Bar                                    | 不都媽生的 2.0                                      |
| 2016.07.16 | 대만       | 자이            | 覺醒音樂祭 Wake Up Fest                        |                                                     |
| 2016.08.10 | 대만       | 핑둥            | 山羊飯館 산양반관                              | 기획공연: 누계획 累計劃                             |
| 2016.08.13 | 대만       | 핑둥            | 山羊飯館 산양반관                              | 기획공연: 누계획 累計劃                             |
| 2016.08.17 | 대만       | 핑둥            | 山羊飯館 산양반관                              | 기획공연: 누계획 累計劃                             |
| 2016.08.20 | 대만       | 핑둥            | 山羊飯館 산양반관                              | 기획공연: 누계획 累計劃                             |
| 2016.08.24 | 대만       | 핑둥            | 山羊飯館 산양반관                              | 기획공연: 누계획 累計劃                             |
| 2016.08.27 | 대만       | 핑둥            | 山羊飯館 산양반관                              | 기획공연: 누계획 累計劃                             |
| 2016.11.04 | 미국       | 샌프란시스코    | Hotel UTAH Saloon                              | Surging, Winter MMXVI Bonus Tour, 2018              |
| 2016.11.08 | 미국       | 로스앤젤레스    | The MINT                                       | Surging, Winter MMXVI Bonus Tour, 2018              |
| 2016.11.11 | 미국       | 뉴욕            | Sofar Sound                                    | Surging, Winter MMXVI Bonus Tour, 2018              |
| 2016.11.12 | 미국       | 뉴욕            | Rock Wood Music Hall Stage 2                   | Surging, Winter MMXVI Bonus Tour, 2018              |
| 2016.11.13 | 미국       | 뉴욕            | Rock Wood Music Hall Stage 2                   | Surging, Winter MMXVI Bonus Tour, 2018              |
| 2016.11.16 | 미국       | 보스턴          | The Middle East Upstairs                       | Surging, Winter MMXVI Bonus Tour, 2018              |
| 2016.11.25 | 대만       | 타이베이        | Legacy Taipei                                  | Surging, Winter MMXVI Bonus Tour, 2018              |
| 2016.12.03 | 대만       | 타이중          | Legacy Taichung                                | Surging, Winter MMXVI Bonus Tour, 2018              |
| 2016.12.11 | 대만       | 가오슝          | Live Wirehouse                                 | Surging, Winter MMXVI Bonus Tour, 2018              |
| 2016.12.16 | 중국       | 상하이          | MAO Livehouse                                  | Surging, Winter MMXVI Bonus Tour, 2018              |
| 2016.12.20 | 중국       | 난징            | 歐拉藝術空間                                   | Surging, Winter MMXVI Bonus Tour, 2018              |
| 2016.12.31 | 중국       | 베이징          | 疆進酒                                         | Surging, Winter MMXVI Bonus Tour, 2018              |
| 2017.01.02 | 중국       | 우한            | VOX                                            | Surging, Winter MMXVI Bonus Tour, 2018              |
| 2017.01.05 | 중국       | 청두            | 小酒館                                         | Surging, Winter MMXVI Bonus Tour, 2018              |
| 2017.01.07 | 중국       | 선전            | B10 Live                                       | Surging, Winter MMXVI Bonus Tour, 2018              |
| 2017.01.11 | 중국       | 샤먼            | Real Live                                      | Surging, Winter MMXVI Bonus Tour, 2018              |
| 2017.01.14 | 중국       | 광저우          | SD Live                                        | Surging, Winter MMXVI Bonus Tour, 2018              |
| 2017.01.20 | 대만       | 타이베이        | Legacy Taipei                                  | Surging, Winter MMXVI Bonus Tour, 2018              |
| 2018.05.20 | 대만       | 타이베이        | Revolvo Bar                                    | 不都媽生的 3.0                                      |
| 2018.06.02 | 대만       | 타이중          | Legacy Taichung                                | Same Old, Same Old —No Party For Cao Dong 2018 Tour |
| 2018.06.09 | 대만       | 타이베이        | Legacy Taipei                                  | Same Old, Same Old —No Party For Cao Dong 2018 Tour |
| 2018.06.24 | 대한민국   | 철원            | DMA Peace Train Festival                       |                                                     |
| 2018.06.30 | 대만       | 가오슝          | Live Wirehouse                                 | Same Old, Same Old —No Party For Cao Dong 2018 Tour |
| 2018.07.09 | 일본       | 교토            | ライブハウス磔磔                               | Same Old, Same Old —No Party For Cao Dong 2018 Tour |
| 2018.07.11 | 일본       | 도쿄            | WWW                                            | Same Old, Same Old —No Party For Cao Dong 2018 Tour |
| 2018.07.28 | 말레이시아 | 카메론 하이랜드 | 天空音樂節 TianKong Music Festival             |                                                     |
| 2018.08.18 | 일본       | 도쿄            | Summer Sonic                                   |                                                     |
| 2018.08.25 | 미국       | 뉴욕            | Highline Ballroom                              | Same Old, Same Old —No Party For Cao Dong 2018 Tour |
| 2018.08.29 | 미국       | 보스턴          | The Middle East Upstairs                       | Same Old, Same Old —No Party For Cao Dong 2018 Tour |
| 2018.08.31 | 캐나다     | 토론토          | Adelaide Hall                                  | Same Old, Same Old —No Party For Cao Dong 2018 Tour |
| 2018.09.02 | 캐나다     | 밴쿠버          | Rickshaw Theatre                               | Same Old, Same Old —No Party For Cao Dong 2018 Tour |
| 2018.09.05 | 미국       | 시애틀          | The Central Saloon                             | Same Old, Same Old —No Party For Cao Dong 2018 Tour |
| 2018.09.07 | 미국       | 샌프란시스코    | Neck of The Woods                              | Same Old, Same Old —No Party For Cao Dong 2018 Tour |
| 2018.09.09 | 미국       | 로스앤젤레스    | The Viper Room                                 | Same Old, Same Old —No Party For Cao Dong 2018 Tour |
| 2018.09.17 | 중국       | 후허하오터      | Whohot Livehouse                               | Same Old, Same Old —No Party For Cao Dong 2018 Tour |
| 2018.09.20 | 중국       | 선양            | 美帝奇音樂現場                                 | Same Old, Same Old —No Party For Cao Dong 2018 Tour |
| 2018.10.05 | 중국       | 선전            | B10 Live                                       | Same Old, Same Old —No Party For Cao Dong 2018 Tour |
| 2018.10.11 | 중국       | 정저우          | 7 Livehouse                                    | Same Old, Same Old —No Party For Cao Dong 2018 Tour |
| 2018.10.13 | 대만       | 난터우          | 游牧森林音樂祭 Nomad Festival                  |                                                     |
| 2018.10.18 | 중국       | 시안            | 1935 Livehouse                                 | Same Old, Same Old —No Party For Cao Dong 2018 Tour |
| 2018.10.23 | 중국       | 충칭            | 寅派動力                                       | Same Old, Same Old —No Party For Cao Dong 2018 Tour |
| 2018.10.25 | 중국       | 쿤밍            | Modern Sky Lab                                 | Same Old, Same Old —No Party For Cao Dong 2018 Tour |
| 2018.11.02 | 중국       | 광저우          | MAO Livehouse                                  | Same Old, Same Old —No Party For Cao Dong 2018 Tour |
| 2018.11.06 | 중국       | 창사            | 46 Livehouse                                   | Same Old, Same Old —No Party For Cao Dong 2018 Tour |
| 2018.11.09 | 홍콩       | 홍콩            | Music Zone                                     | Same Old, Same Old —No Party For Cao Dong 2018 Tour |
| 2018.11.16 | 중국       | 상하이          | Modern Sky Lab                                 | Same Old, Same Old —No Party For Cao Dong 2018 Tour |
| 2018.11.20 | 중국       | 항저우          | MAO Livehouse                                  | Same Old, Same Old —No Party For Cao Dong 2018 Tour |
| 2018.11.22 | 중국       | 허페이          | On The Way                                     | Same Old, Same Old —No Party For Cao Dong 2018 Tour |
| 2018.11.28 | 중국       | 지난            | 班卓音樂酒吧                                   | Same Old, Same Old —No Party For Cao Dong 2018 Tour |
| 2018.12.14 | 영국       | 런던            | Rich Mix                                       | Same Old, Same Old —No Party For Cao Dong 2018 Tour |
| 2018.12.16 | 독일       | 베를린          | Berahain                                       | Same Old, Same Old —No Party For Cao Dong 2018 Tour |
| 2018.12.20 | 네덜란드   | 암스테르담      | Paradiso                                       | Same Old, Same Old —No Party For Cao Dong 2018 Tour |
| 2019.01.05 | 대만       | 타이베이        | Legacy Taipei                                  | Same Old, Same Old —No Party For Cao Dong 2018 Tour |
| 2019.03.14 | 미국       | 오스틴          | SXSW \| Maggie Mae's Rooftop                   |                                                     |
| 2019.05.01 | 중국       | 쑤저우          | 太湖音樂節 Taihu MIDI Festival                 |                                                     |
| 2019.05.03 | 중국       | 톈진            | 星巢音樂節 Starnest Musicfest                  |                                                     |
| 2019.05.05 | 영국       | 리버풀          | Liverpool Sound City                           |                                                     |
| 2019.05.09 | 영국       | 브라이턴        | The Great Escape                               |                                                     |
| 2019.05.11 | 영국       | 브라이턴        | The Great Escape                               |                                                     |
| 2019.05.25 | 중국       | 베이징          | 麥田音樂節 RYE Music Festival                  |                                                     |
| 2019.06.16 | 캐나다     | 토론토          | NXNE                                           |                                                     |
| 2019.06.27 | 영국       | Worthy Farm     | Glastonbury Festival                           |                                                     |
| 2019.07.05 | 대만       | 자이            | 覺醒音樂祭 Wake Up Fest                        |                                                     |
| 2019.07.13 | 중국       | 청두            | 仙人掌音樂節 Cactus Music Festival             |                                                     |
| 2019.09.07 | 중국       | 난징            | 南京星巢音樂節 Starnest Musicfest Nanjing      |                                                     |
| 2019.09.28 | 일본       | 나카쓰가와      | Nakasugawa The Solar Budokan                   |                                                     |
| 2019.10.03 | 브라질     | 리우데자네이루  | Rock in RIO                                    |                                                     |
| 2019.10.04 | 브라질     | 리우데자네이루  | Rock in RIO                                    |                                                     |
| 2019.10.05 | 브라질     | 리우데자네이루  | Rock in RIO                                    |                                                     |
| 2019.10.06 | 브라질     | 리우데자네이루  | Rock in RIO                                    |                                                     |
| 2019.10.19 | 중국       | 허페이          | 螞蟻在路上音樂節 Ant On The Way Music Festival |                                                     |
| 2019.11.10 | 중국       | 쿤밍            | 草莓音樂節 Strawberry Music Festival           |                                                     |
| 2019.11.16 | 태국       | 방콕            | Maho Rasop Festival                            |                                                     |
| 2019.11.20 | 말레이시아 | 쿠알라룸푸르    | Urbanscapes                                    |                                                     |
| 2019.11.24 | 이탈리아   | 밀라노          | Mandorla Music Festival                        |                                                     |
| 2019.11.29 | 대한민국   | 서울            | CJ아지트 광흥창                                | 라이브 클럽데이 \| 아시안 팝 스테이지               |